# Лозна
Ло́зна — село в Україні, в Уланівській сільській громаді Хмільницького району Вінницької області. Населення становить 578 осіб (станом на 2020 рік).
Село розташоване між гранітними виступами — горбами за 30 км від районного центру.

## Історія
Належало до Літинського повіту, гміни Bahrymowce, парохство Летичів
Відоме з XIV ст. В давнину ця місцевість славилася садами. Кожна сім'я будувала спеціальну піч «лозню», де сушили фрукти. Поміщики тримали для цієї роботи окремих людей «лознян». За професією утворилися прізвища — Лозний, а також назва села. Інша версія, що князь Костянтин Острозький для оборони від татар створив велике сторожове укріплення, де управителем призначив — Лозного. Від прізвища виникла і назва села. Деякі краєзнавці твердили, що назва виникла від місцевості де росла лоза. Ця версія малоймовірна. Гранітне плато Лозни не сприятливе для росту лози. Існує легенда, що першими поселенцями Лозни були вихідці з-під Білої Церкви, яких насильно перевезено на необжиті землі. Дійсно, жителі села довгий час носили одяг, який існував на попередній батьківщині, такий здогад висловлює знавець Поділля Юхим Сицінський. Цьому твердженні можна вірити, адже для заселення прикордонної території поміщики примусово переселяли своїх підданих в цю місцевість (згадаймо Кривошиї, Чеснівку). Можливо, що й сам Лозний був з Київщини.
Колишній орган місцевого самоврядування — Лознянська сільська рада.

## Видатні уродженці
- Станіславчук Микола Адамович (* 1954) — професор, доктор медичних наук.
- Циснецький Олександр Антонович — український художник.